# 貝洛斯山
貝洛斯山（英語：Mount Bellows），是南極洲的山峰，位於杜費克海岸，處於萊曼峰以西6公里的拉姆西冰川東岸，海拔高度2,390米，由美國南極名稱諮詢委員命名，現時由南極條約體系管理。